# Per sempre Alfredo 2021
La Per sempre Alfredo 2021, prima edizione della corsa, valida come prova di classe 1.1 dell'UCI Europe Tour 2021 e come terza prova della Ciclismo Cup 2021, si svolse il 21 marzo 2021 su un percorso di 162 km, con partenza da Firenze e arrivo a Sesto Fiorentino, in Italia. La vittoria fu appannaggio dell'italiano Matteo Moschetti, il quale completò il percorso in 3h48'10" alla media di 42,600 km/h, precedendo lo spagnolo Mikel Aristi e il connazionale Samuele Zambelli.
Sul traguardo di Sesto Fiorentino 120 ciclisti, su 140 partiti da Firenze, portarono a termine la competizione.
La corsa è dedicata ad Alfredo Martini, ex commissario tecnico della Nazionale di ciclismo su strada dell'Italia, nel centenario della sua nascita.

## Squadre e corridori partecipanti
| N.    | Cod. | Squadra                     |
| ----- | ---- | --------------------------- |
| 1-7   | ITA  | Italia                      |
| 11-17 | DSM  | Team DSM                    |
| 21-27 | TFS  | Trek-Segafredo              |
| 31-37 | ANS  | Androni Giocattoli-Sidermec |
| 41-47 | BCF  | Bardiani-CSF-Faizanè        |
| 51-57 | CJR  | Caja Rural-Seguros RGA      |
| 61-67 | EOK  | Eolo-Kometa Cycling Team    |
| 71-77 | EUS  | Euskaltel-Euskadi           |
| 81-87 | GAZ  | Gazprom-RusVelo             |
| 91-97 | THR  | Vini Zabù                   |

| N.      | Cod. | Squadra                            |
| ------- | ---- | ---------------------------------- |
| 101-107 | AMO  | Amore & Vita-Prodir                |
| 111-117 | BTC  | Beltrami TSA Tre Colli             |
| 121-127 | GEF  | General Store Essegibi F.lli Curia |
| 131-137 | GTS  | Giotti Victoria-Savini Due         |
| 141-147 | GLC  | Global 6 Cycling                   |
| 151-157 | MGK  | MG.K Vis VPM                       |
| 161-167 | CPK  | Team Colpack Ballan                |
| 171-177 | T4Q  | Team Qhubeka                       |
| 181-187 | IWM  | Work Service Marchiol Vega         |
| 191-197 | ZEF  | Zalf-Euromobil-Désirée-Fior        |

## Ordine d'arrivo (Top 10)
| Pos. | Corridore          | Squadra    | Tempo    |
| ---- | ------------------ | ---------- | -------- |
| 1    | Matteo Moschetti   | Trek       | 3h48'10" |
| 2    | Mikel Aristi       | Euskaltel  | s.t.     |
| 3    | Samuele Zambelli   | Italia     | s.t.     |
| 4    | Jon Aberasturi     | Caja Rural | s.t.     |
| 5    | Luca Colnaghi      | Italia     | s.t.     |
| 6    | Giovanni Lonardi   | Bardiani   | s.t.     |
| 7    | Stefano Gandin     | Zalf       | s.t.     |
| 8    | Tommaso Nencini    | Italia     | s.t.     |
| 9    | Natnael Tesfatsion | Androni    | s.t.     |
| 10   | Marius Mayrhofer   | DSM        | s.t.     |